# Schachdorf Ströbeck
Das Schachdorf Ströbeck ist ein Ortsteil von Halberstadt im Landkreis Harz in Sachsen-Anhalt. Die ins Mittelalter zurückreichende Schach-Tradition des Ortes ist ein Alleinstellungsmerkmal, die als Immaterielles Kulturerbe in Deutschland anerkannt worden ist. Die Deutsche UNESCO-Kommission hat Ströbeck daher im Dezember 2016 in das Bundesweite Verzeichnis des immateriellen Kulturerbes aufgenommen.

## Geografie
Das Schachdorf Ströbeck liegt etwa acht Kilometer westlich von Halberstadts Kernstadt.

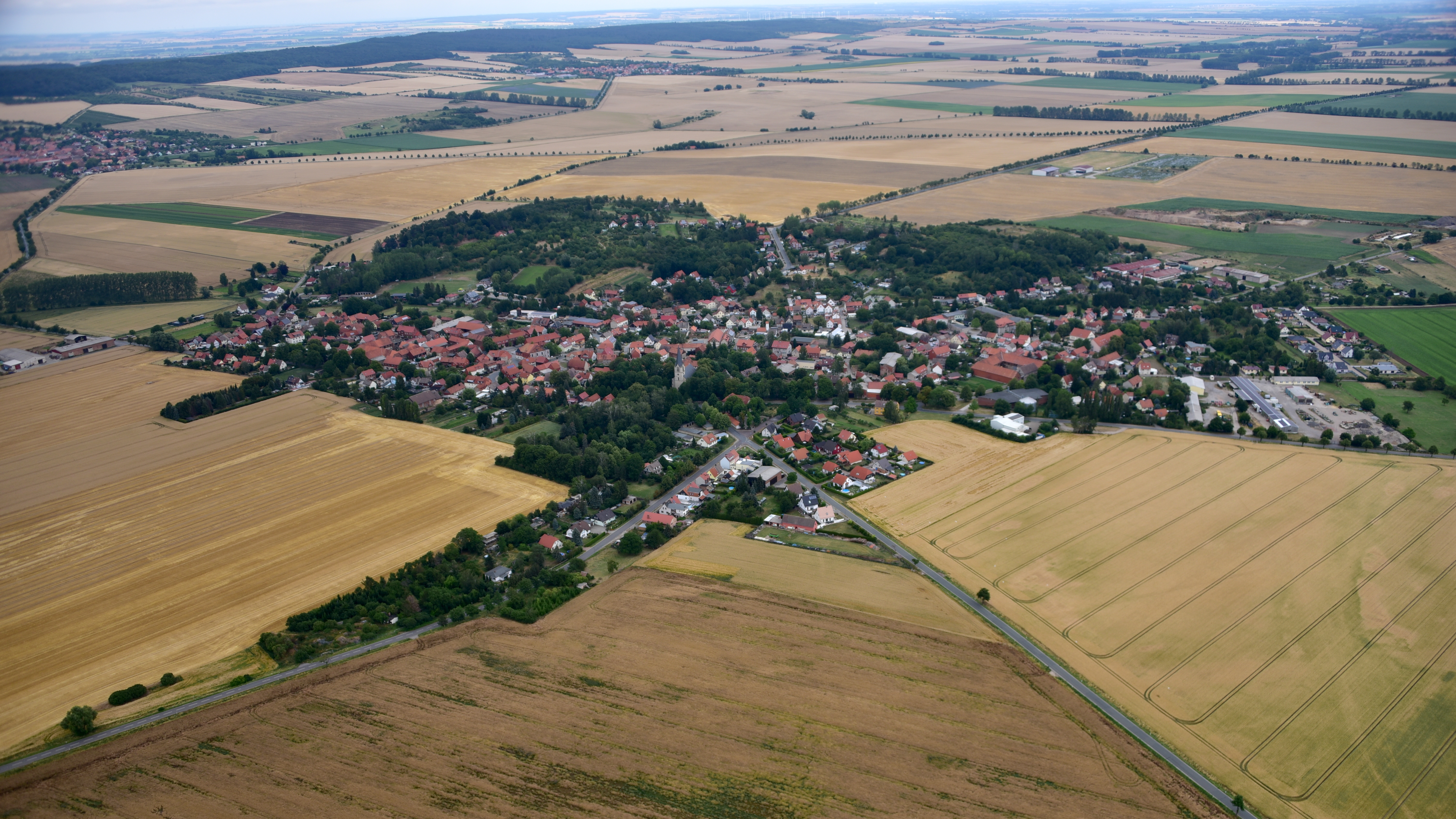
Schachdorf Ströbeck, Luftaufnahme (2019)

## Geschichte

### Mittelalter und Neuzeit
Die Ersterwähnung Ströbecks erfolgte am 20. Oktober 995 in einer Urkunde des Königs Otto III. Darin schenkte er zur Ausstattung seiner Schwester Adelheid dem Kanonissenstift Quedlinburg das Lehensgut, das sein Lehensmann Dietrich im Harzgau in der Grafschaft des Grafen Friedrich in fünf Orten (in villis Godenhusun, Sifrithusun, Vinchesdorp, Strebechi, Vuidermuodi) innegehabt hat.
Am 1. August 1004 wurde Ströbeck in einer Schenkungsurkunde des Königs Heinrich II. an das Kloster Drübeck als Strebeki urkundlich das zweite Mal erwähnt. Ströbeck befand sich als Lehen des Hochstift Halberstadt im Besitz der Grafen von Regenstein, die das Dorf 1343 an die Grafen von Wernigerode abtreten mussten.
Da seit dem Mittelalter durch das Dorf eine Heer- und spätere Poststraße verlief, blieb der hauptsächlich von der Landwirtschaft geprägte Ort von Plünderungen in Kriegszeiten nicht verschont. Er konnte sich jedoch meist rasch wieder erholen, da auf den fruchtbaren Böden Weizen und Zuckerrüben sich gut entwickelten und in der Regel für reiche Ernten sorgten. In jüngster Zeit ist ein Zuwachs an handwerklichen Betrieben und eine Zunahme des Tourismus zu beobachten.
Am 1. Januar 2010 erfolgte die Eingemeindung der bis dahin selbstständigen Gemeinde Schachdorf Ströbeck zusammen mit den Gemeinden Athenstedt, Langenstein, Sargstedt und Aspenstedt in die Stadt Halberstadt.

### Ströbeck als Schachdorf
Bekannt ist Ströbeck vor allem durch das Schachspiel, welches das Dorf prägt und weshalb der Ort seit 1991 offiziell die Bezeichnung Schachdorf Ströbeck trägt. Der Legende nach soll im Jahr 1011 ein adliger Gefangener des Halberstädter Bischofs (angeblich Gunzelin von Kuckenburg) seinen dortigen Bewachern das Spiel beigebracht haben.

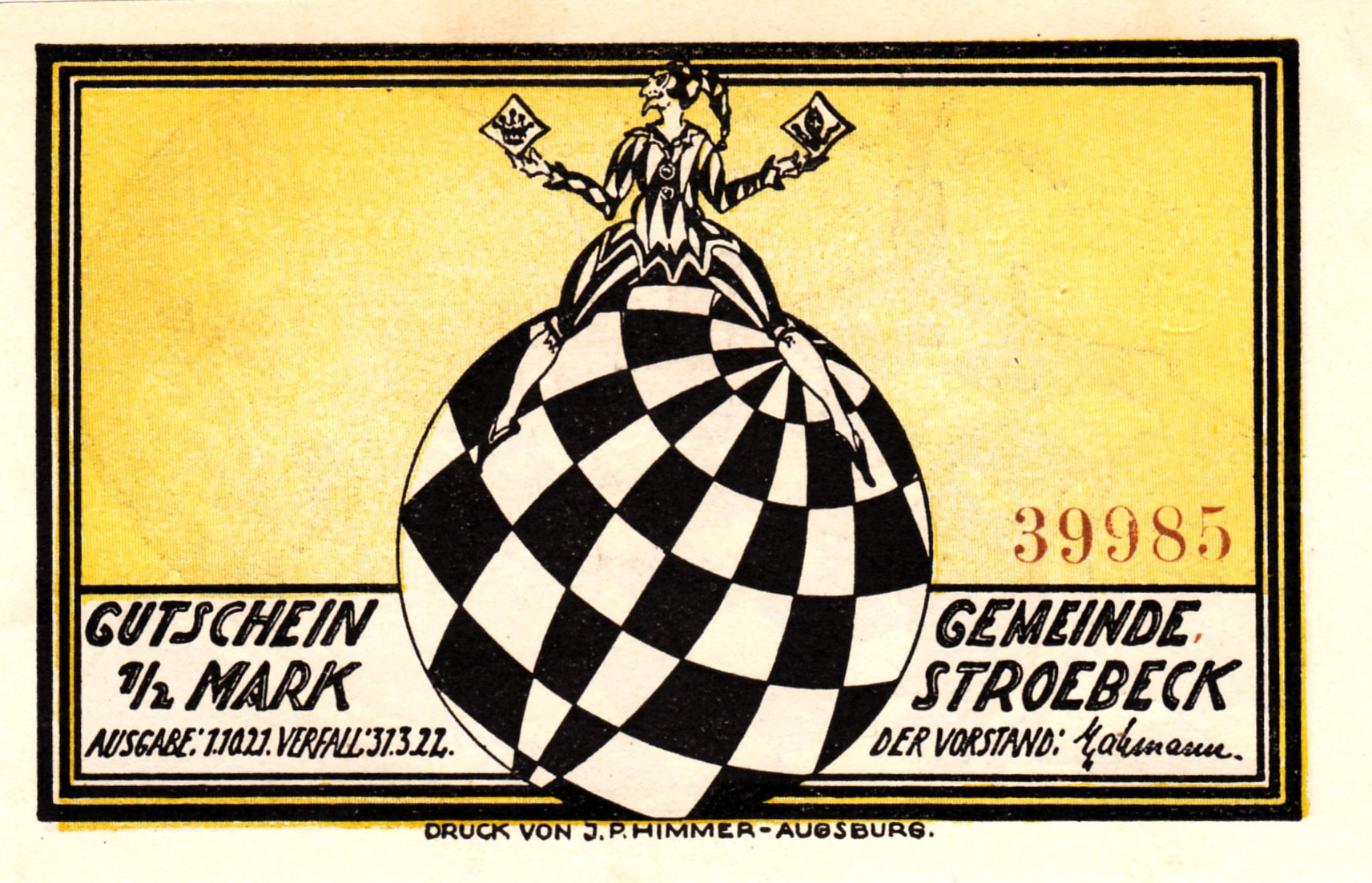
Notgeld mit Schachmotiv, (Stroebeck 1922)

Die erste schriftliche Erwähnung des Schachspiels in Ströbeck stammt von 1515. Im 1616 in Leipzig erschienenen ersten deutschsprachigen Schachbuch Das Schach-Spiel oder König-Spiel von Herzog August von Braunschweig-Wolfenbüttel alias Gustavus Selenus wird das Ströbecker Schachspiel ausführlich beschrieben. Seit 1689 sind öffentliche Aufführungen von Schachpartien belegt, bei denen die Schachfiguren durch entsprechend verkleidete Menschen dargestellt wurden. Diese Tradition wird noch heute von dem 1883 gegründeten Ströbecker Schachverein fortgeführt.
1913 beschäftigt sich H. J. R Murray in seinem Buch „A History of Chess“ in fünf Kapiteln mit Ströbeck und seiner Schachspielweise.
1921 gab die Gemeinde Notgeld mit Schachmotiven heraus.
An der Grundschule – heute nach dem Schachweltmeister Emanuel Lasker benannt – ist Schach seit 1823 ein Pflichtfach.
Anfang der 1990er Jahre formierten die Ströbecker Schachfreunde eine Wählergemeinschaft, die bei den Kommunalwahlen die meisten Stimmen erhielt.
2006 wurde aus dem Archiv der Ströbecker Kirchengemeinde die 1756 von Friedrich Lucanus verfasste Schachchronik transkribiert und ist als Abschrift in der Bibliothek des Schachmuseums einsehbar. Dies sind die ersten Aufzeichnungen über die Entstehung der Schachtradition in Ströbeck.

### Ströbeck und das Schachdorf Ströpken (Ostpreußen)
Das heute im Rajon Osjorsk (Kreis Darkehmen, 1938–1946 Angerapp) in der Oblast Kaliningrad (Gebiet Königsberg (Preußen)) gelegene Dorf Uschakowo trug bis 1946 den Namen Ströpken. Die Namensähnlichkeit mit Ströbeck ist nicht zufällig: Dörfler aus Ströbeck siedelten zu Beginn des 18. Jahrhunderts in dem durch die Pest (1709–1711) entvölkerten Ostpreußen und behielten ihre Schachspielbegeisterung bei. Nach einer Schachpartie im Jahre 1729 des Dorfschulzen gegen König Friedrich Wilhelm I., die der Monarch verlor, erhielten die ehemaligen Ströbecker die Erlaubnis, den bis dahin „Mazaitschen“ genannten Siedlungsort in „Ströbeck“ umzubenennen. Angepasst an die ostpreußische Mundart entstand die Bezeichnung Streepke, später dann Ströpken.

## Wappen und Flagge

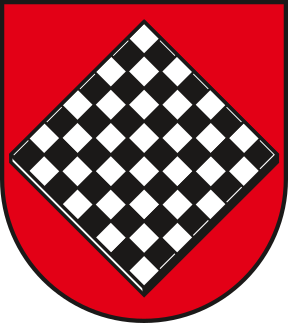
Das Wappen des Schachdorfs Ströbeck

Das Wappen wurde am 27. November 1937 durch den Oberpräsidenten der Provinz Sachsen verliehen.
Blasonierung: „In Rot ein übereck gestelltes, schwarz-silbern geschachtetes Schachbrett mit 64 Feldern.“
Ein Schachbrett ist das alte Siegelbild des Schachdorfes.
Das Wappen wurde von dem Magdeburger Staatsarchivrat Otto Korn gestaltet.
Die Flagge wurde am 3. August 2009 durch den Landkreis genehmigt.
Die Flagge ist weiß/rot (1:1) gestreift (Querform: Streifen waagerecht verlaufend, Längsform: Streifen senkrecht verlaufend) und mittig mit dem Gemeindewappen belegt.

## Gedenkstätten
- Grabstätten auf dem Ortsfriedhof für ausländische Personen, die während des Zweiten Weltkrieges Opfer von Zwangsarbeit wurden

## Sehenswürdigkeiten
Im Ort befinden sich 28 im örtlichen Denkmalverzeichnis eingetragene Baudenkmale.

### St.-Pankratii-Kirche

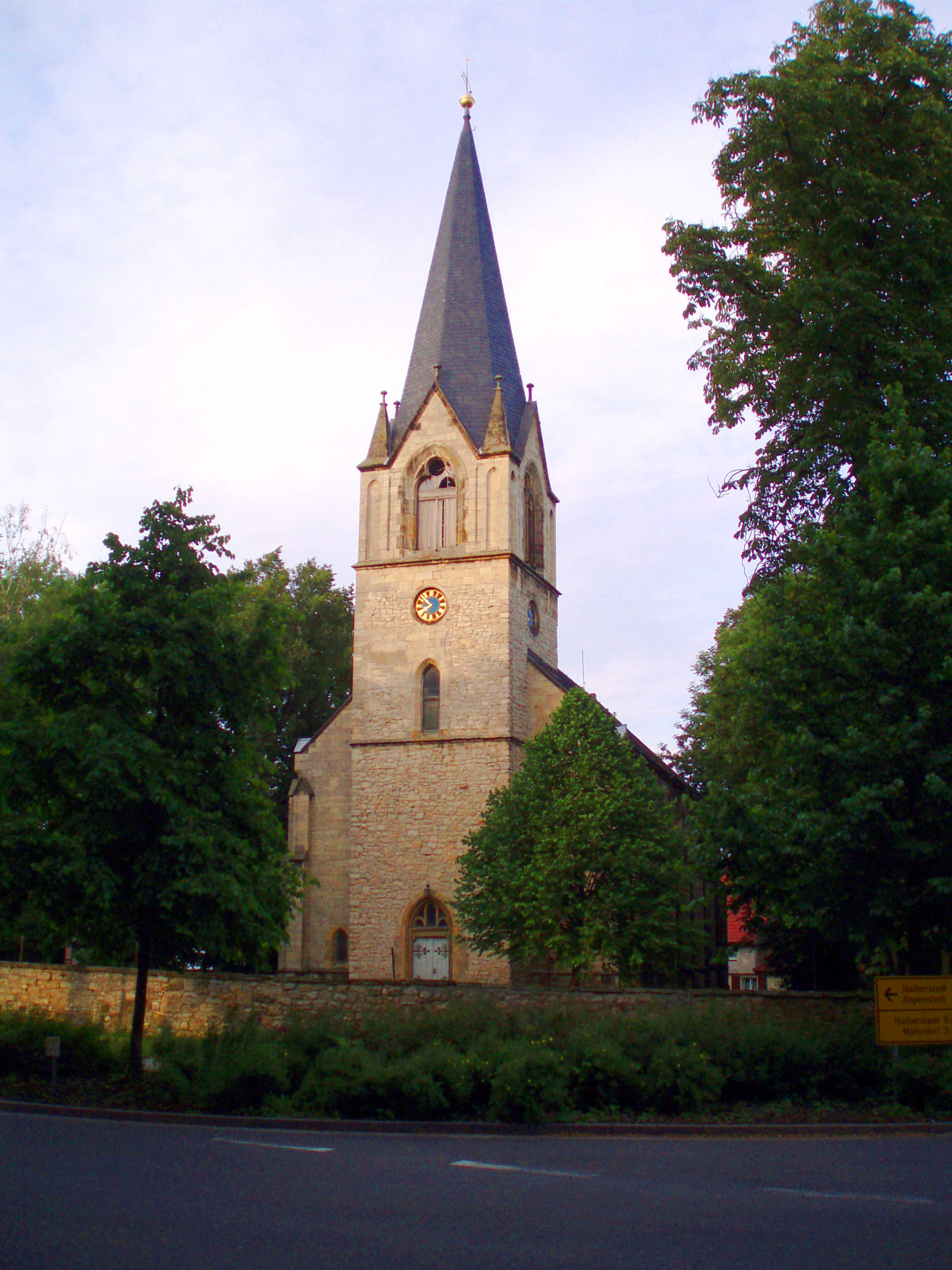
St.-Pankratii-Kirche

Ströbeck war im 16. Jahrhundert im Bistum Halberstadt eine der ersten evangelischen Gemeinden auf dem Lande. Die dem heiligen Pankratius geweihte Kirche ist eine von ehemals zwei Dorfkirchen. Nachdem die alte St.-Pankratii-Kirche im Sommer 1876 nach einem Blitzeinschlag abgebrannt war, entstand innerhalb kürzester Zeit das heutige Gotteshaus, ein Kalksteinbau mit schlankem Westturm. Die neugotische Inneneinrichtung der Kirche (Altar, Kanzel, Taufständer usw.) wurde durch Holzbildhauer Gustav Kuntzsch, Wernigerode, geschaffen. Die Orgel ist ein Werk des Orgelbaumeisters Wilhelm Bergen aus Halberstadt. Am 30. Oktober 1878 feierte die Gemeinde die Einweihung des Neubaus.

### Platz am Schachspiel
Der von Fachwerkhäusern gesäumte Platz am Schachspiel ist von jeher Schauplatz aller Schach- und Heimatfeste gewesen. Der Dorfplatz ist verziert mit einem großen Schachbrett, auf dem alljährlich zum Mai-Turnier das Ströbecker Lebendschachensemble auftritt. Gleichzeitig ist der Platz am Schachspiel eine Piazza der Ströbecker Schachtradition: Schachmuseum, Gasthaus zum Schachspiel sowie Schachladen und Schachdorfverlag.

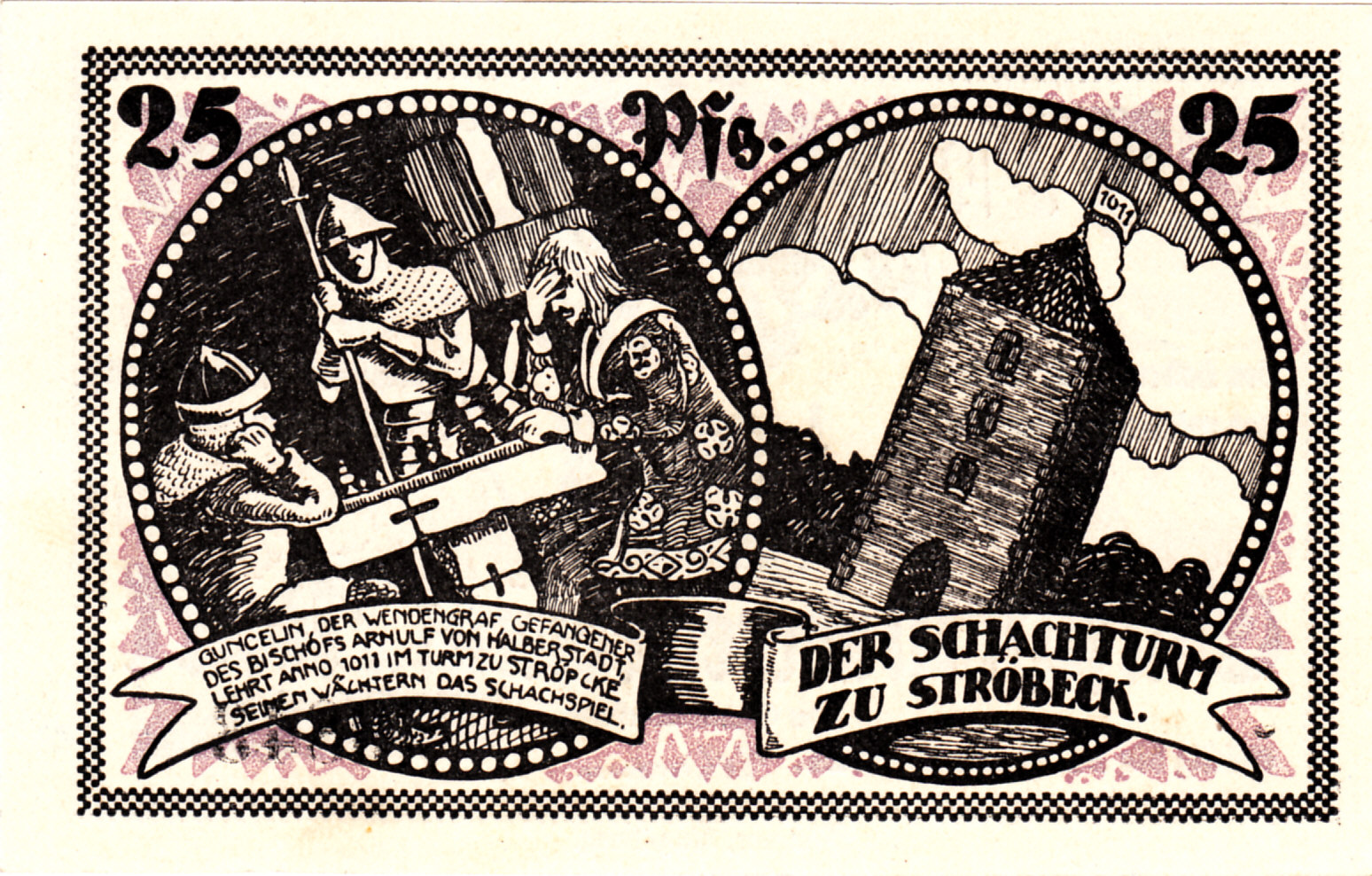
Notgeld Ströbeck 1921 mit Schachturm

### Schachturm
50 Meter vom Schachplatz entfernt befindet sich der Schachturm. Darin soll vor 1000 Jahren ein vornehmer Gefangener inhaftiert gewesen sein und den Ströbeckern das Schachspiel beigebracht haben.

### Schachmuseum
Im Schachmuseum Ströbeck sind Zeugnisse der Ströbecker Schachtradition ausgestellt, darunter das Kurfürstenbrett und Kostüme des Lebendschachensembles. Im November 2019 kam es im Gebäude des Museums zu einem Brand, bei dem einige Exponate zerstört wurden, die große Mehrheit aber gerettet werden konnte. Wiederaufbau und Zukunft des Museums sind ungewiss.

### Europapark
Auf dem Gelände eines ehemaligen Bauernhofes, etwa 200 m vom Schachplatz entfernt, errichtete die Gemeinde Ströbeck einen Europapark. Er ist in der Form einer Landkarte Europas gestaltet. An der Position jedes der zwölf Teilnehmerländer des Netzwerkes der „Kulturellen Dörfer Europas“, zu dem Ströbeck gehört, befindet sich ein landestypischer Baum.

## Ströbecker Schachregeln
In Ströbeck wurde bis zum Beginn des 20. Jahrhunderts traditionell abweichend von den offiziellen Schachregeln gespielt. Es gab eine veränderte Anfangsstellung. Die Bauern zogen aus der Grundstellung nur ein Feld und es gab keine Rochade. Gelangte ein Bauer auf die gegnerische Grundreihe, so musste er zunächst wie beim Kurierspiel in drei „Freudensprüngen“ auf sein Ausgangsfeld zurückkehren, bevor er in eine andere Figur umgewandelt wurde.
|   | a | b | c | d | e | f | g | h |   |
| 8 |   |   |   |   |   |   |   |   | 8 |
| 7 |   |   |   |   |   |   |   |   | 7 |
| 6 |   |   |   |   |   |   |   |   | 6 |
| 5 |   |   |   |   |   |   |   |   | 5 |
| 4 |   |   |   |   |   |   |   |   | 4 |
| 3 |   |   |   |   |   |   |   |   | 3 |
| 2 |   |   |   |   |   |   |   |   | 2 |
| 1 |   |   |   |   |   |   |   |   | 1 |
|   | a | b | c | d | e | f | g | h |   |

Grundstellung des Ströbecker Schachs

## Ströbecker Schachtraditionen

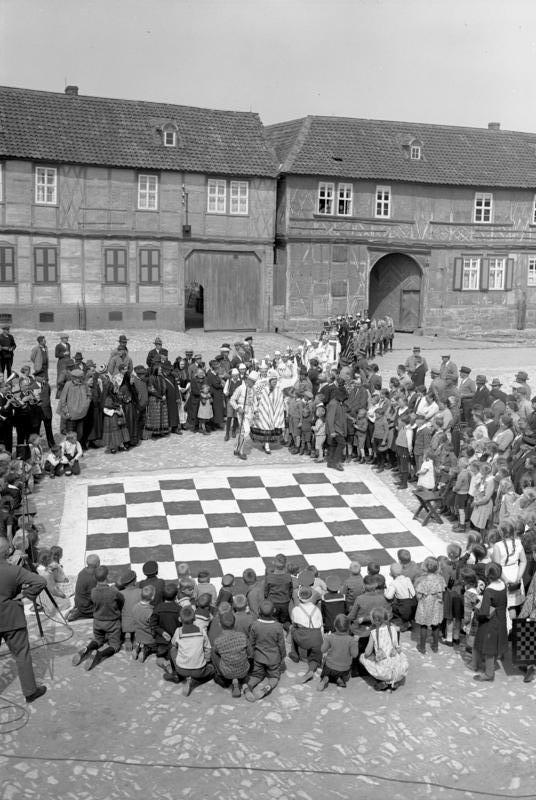
Lebendschach in Ströbeck (1932)

### Huldigungsbrauch
Bereits im Mittelalter hatte sich die Sitte herausgebildet, dem Landesherren zum Regierungsantritt ein silbernes Schachspiel zu überreichen. Dafür blieben die Privilegien den Ströbeckern erhalten. Der Große Kurfürst Friedrich Wilhelm von Brandenburg bedankte sich 1651 auf seiner Inspektionsreise, indem er dem Dorf ein Schachbrett mit kunstvollen Einlegearbeiten und silbernen Figuren schenkte. Das Brett kann noch heute im Museum besichtigt werden. Ebenso wie ein Brief des Preußenkönigs Wilhelm I., in dem er sich für das Huldigungsgeschenk anlässlich seiner Krönungsfeierlichkeiten 1861 bedankte.

### Spiel mit Durchreisenden
Wenn ein Reisender in Ströbeck Halt machte, wurde ihm eine Partie Schach gegen den Dorfschulzen angeboten. So auch dem Preußenkönig Friedrich II. 1773, der auf dem Wege von Halberstadt nach Goslar in Ströbeck seine Pferde wechseln ließ. Bereits 1744 soll Friedrich den Ort inspiziert haben, da dessen eigentümliche Schachtradition sein Interesse erregte.

### Hochzeitsbrauch
Im 17. Jahrhundert musste ein junger Mann vor der Hochzeit eine Partie Schach gegen den Dorfschulzen erspielen. Verlor der Bräutigam, musste er ein Strafgeld in die Gemeindekasse zahlen. Dieser Brauch hat sich nicht erhalten, jedoch spielte im Juni 2007 erstmals wieder ein Bräutigam gegen den Bürgermeister.

### Lebendschach
Das 1688 eingeführte Spiel mit lebenden Figuren in schönen Kostümen bildet bis heute eine Attraktion bei Schach- und Heimatfesten. Heute spielen immer noch viele Schüler der Dr. Emanuel Lasker Grundschule beim Lebendschach mit. Am Schachplatz kann man unter einer Treppe auch ein Bild sehen, wo man fast alle Mitglieder des Lebendschachsclub sehen kann.

### Schulschach
1823 wurde Schach obligatorisches Unterrichtsfach, verbunden mit dem jährlichen Wettstreit um ein spezielles Ströbecker Schachbrett und Figuren. Die Schachsymbole an den Häusern zeugen von dem Stolz der Gewinner. Die Sekundarschule, die nach dem einzigen deutschen Schachweltmeister Emanuel Lasker benannt wurde, ist im Jahr 2004 wegen zu geringer Schülerzahlen geschlossen worden. So verblieb nur noch die Grundschule, um die Kinder im Schachspiel zu unterrichten.

### Schachwettkämpfe
Durch die Initiative des 1883 gegründeten Schachvereins entstanden weitere Schachwettkämpfe und -turniere außerhalb der Schule und sind bis heute fester Bestandteil des Dorflebens. Auch Schachkongresse des Harzer Schachbundes fanden in Ströbeck statt (4. Kongress 1908), und bekannte Schachspieler besuchten das Dorf für Simultanspiele (z. B. Großmeister Efim Bogoljubow am 3. Juli 1927 und 8. Dezember 1932).

### Schachfeste
Das jährliche Mai-Turnier des Schachvereins mit internationaler Beteiligung gehört zu den Heimatfesten des Dorfes. Dazu tritt auch das Lebendschachensemble auf und die Schüler bekommen feierlich die Gewinnerbretter und -figuren überreicht. Alle zwei Jahre im Herbst findet das Sparkassen-Schachturnier statt, das von einem Schachfest umrahmt wird.

## Verkehr
Der öffentliche Personennahverkehr wird unter anderem durch den PlusBus des Bahn-Bus-Landesnetz Sachsen-Anhalt erbracht. Folgende Verbindung, betrieben von der Harzer Verkehrsbetriebe, führt durch Ströbeck:
- Linie 210: Halberstadt ↔ Ströbeck ↔ Athenstedt ↔ Dardesheim ↔ Osterwieck ↔ Vienenburg

## Persönlichkeiten

### Söhne und Töchter der Gemeinde
- Edward Salomon (1828–1909), amerikanischer Politiker
- Otto Lehmann (1892–1973), Politiker (NSDAP)

### Ehrenbürger
- Josef Cacek (1932–2020), Gründer des Schachmuseums, 1995 zum Ehrenbürger ernannt[16]